# Famille de Dietrich
Cette page explique l’histoire ou répertorie les différents membres de la famille Dietrich.
La famille de Dietrich est une famille subsistante de la noblesse française. Dynastie industrielle alsacienne originaire de Saint-Nicolas-de-Port en Lorraine, elle se convertit à la Réforme après avoir émigré à Strasbourg au XVIe siècle sous la politique antiprotestante du duc Charles III. Elle intégra l'élite marchande et politique strasbourgeoise avant de fonder une dynastie de maîtres de forges dans les Vosges du Nord.
C'est dans le salon du baron Philippe Frédéric de Dietrich, alors maire de Strasbourg, que Rouget de Lisle joua pour la première fois en public la Marseillaise.

## Historique
En 1761, Jean III Dietrich est anobli par le roi de France Louis XV et fait construire un château à Reichshoffen, près de Haguenau, actuel siège administratif de la société De Dietrich, qui abrite également l'association qui défend le patrimoine familial.

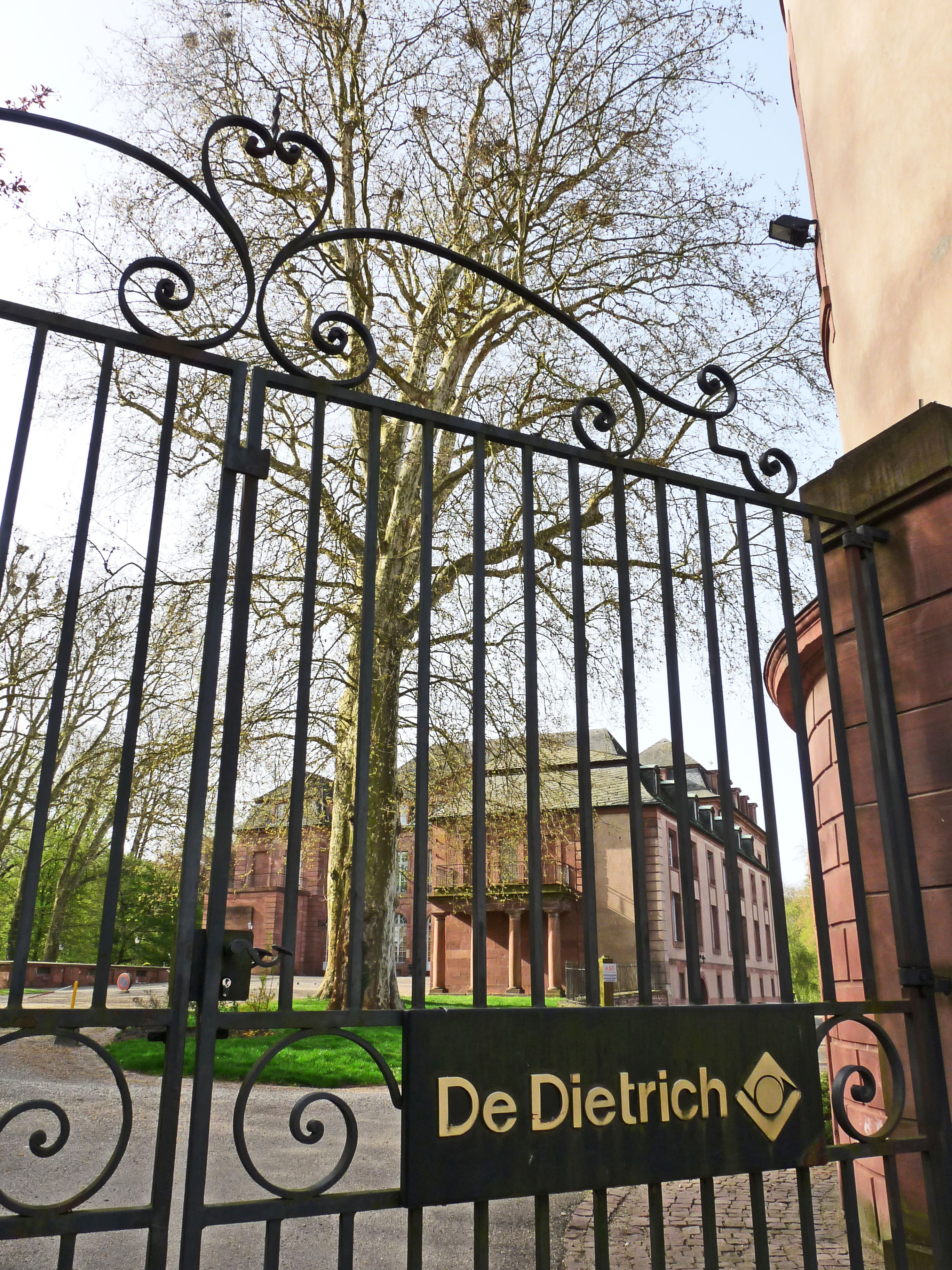
Château De Dietrich à Reichshoffen.
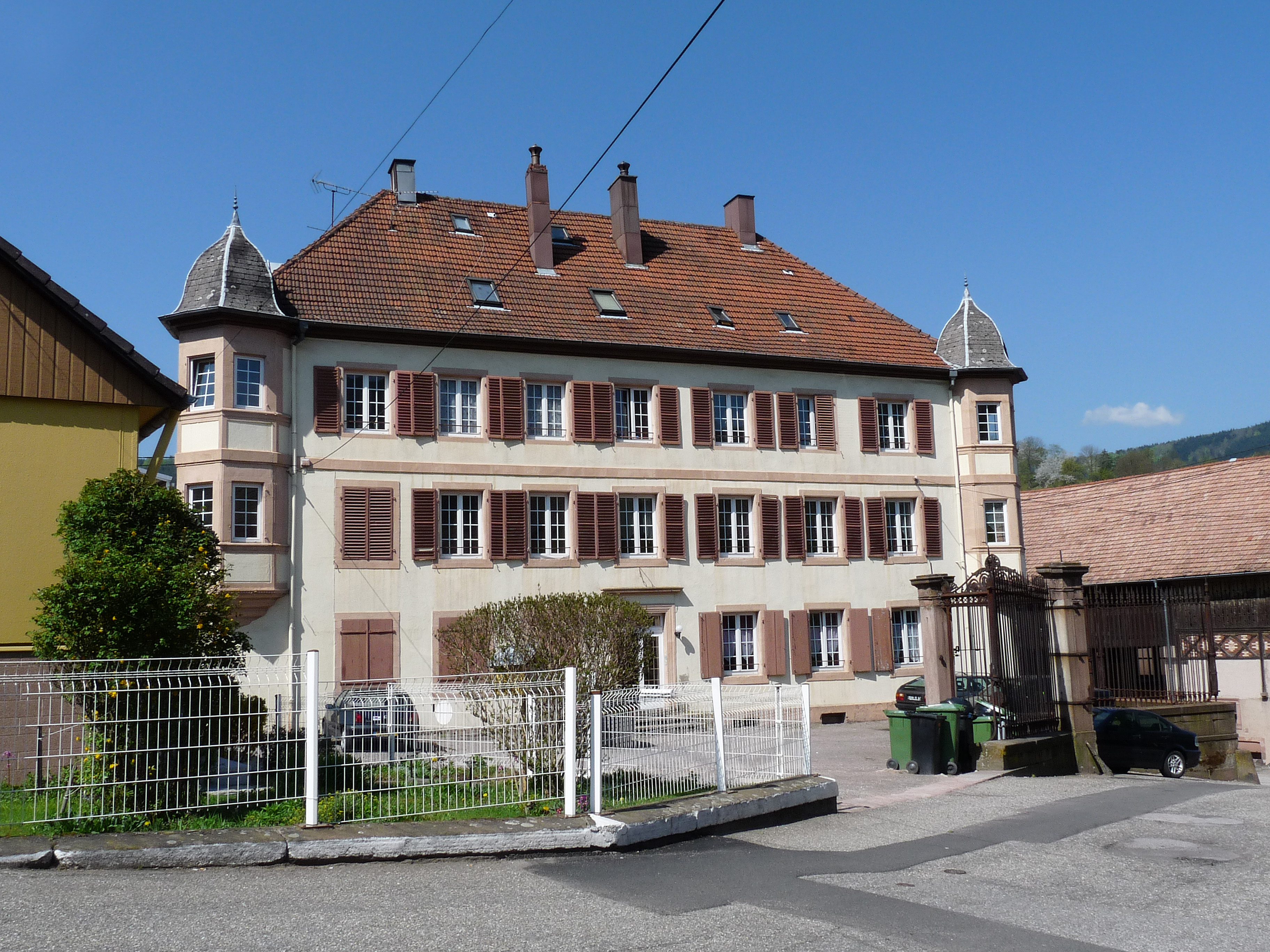
Château de la famille de Dietrich à Rothau[2].
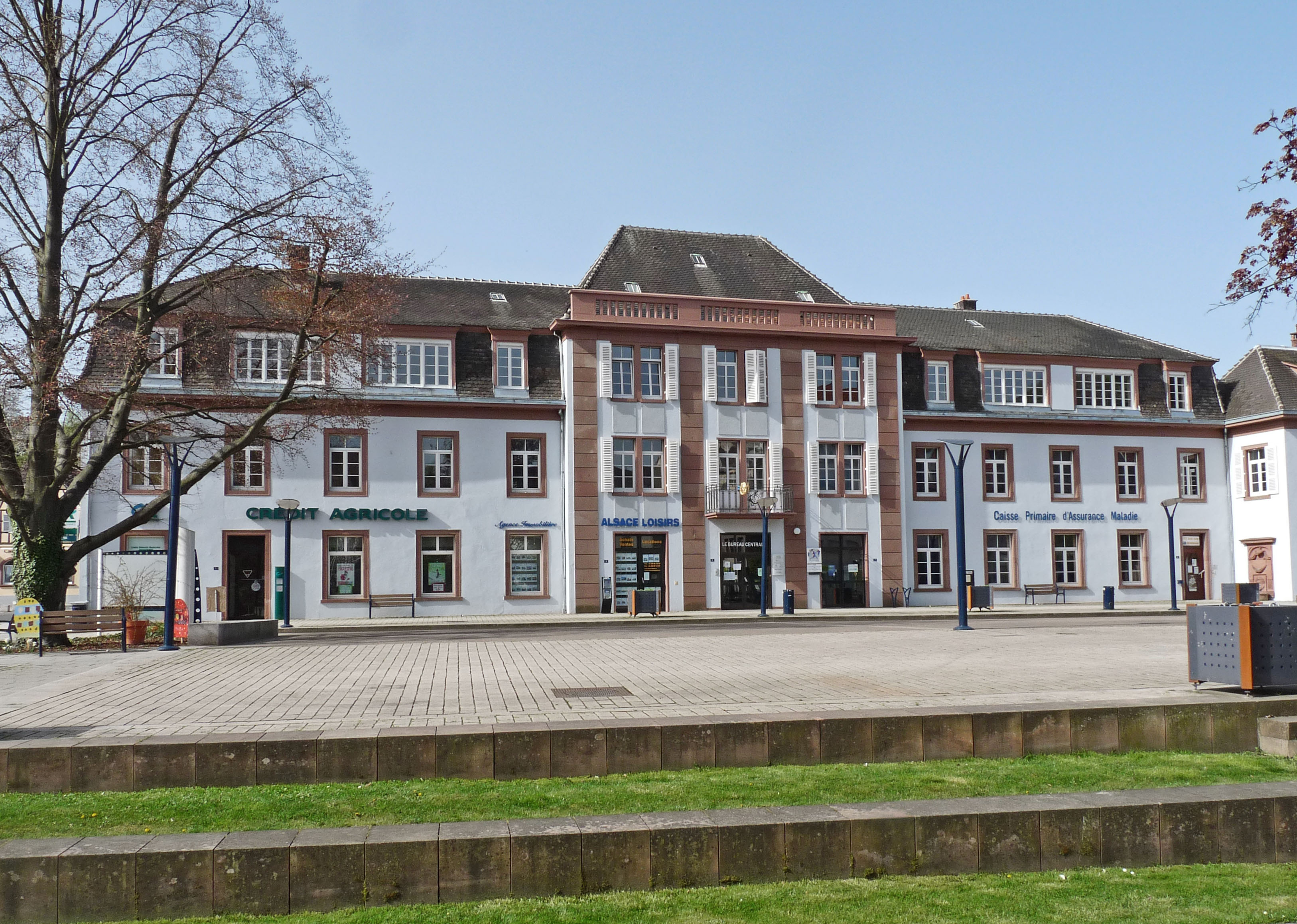
Ancien siège de la société à Niederbronn-les-Bains.

## Généalogie
```
Demange Dietrich
 (1549-1623), bourgeois de Strasbourg
x Anne Heller
│
└── Jean Dietrich (17 février 1579-1642), conseiller et marchand à Strasbourg
    x Agnès Meyer
    │
    └── 
Dominique Dietrich
 (1620-1694), amnestre de Strasbourg
        x Ursule Wencker (1627-1662)
        │
        └── Jean-Nicolas Dietrich (1688-1726 à vérifier), marchand, banquier
            x Marie-Barbe Kniebs (1665-1747)
            │
            └── 
Jean de Dietrich
 (1719-1795), comte du Ban de la Roche
                x Amélie Hermanny (1729-1766)
                │
                ├── 
Jean de Dietrich
 (1746-1805)
                │   x Louise-Sophie de Glaubitz (1751-1806)
                │
                └── 
Philippe-Frédéric de Dietrich
 (1748- guillotiné 1793), maire de Strasbourg
                    x 
Sybille-Louise Ochs
 (1755-1806)
                    │
                    └── 
Jean-Albert de Dietrich
 (1773-1806), conseiller général du Bas-Rhin
                        x 
Amélie de Berckheim
 (1776-1855)
                        │
                        ├── 
Amélie de Dietrich
 (1799-1854)
                        │   x Guillaume de Turckheim (1785-1831), chef d'escadron
                        │
                        ├── Baron 
Albert de Dietrich
 (1802-1888), maître de forges
                        │   x 1828 Octavie von Stein (1801-1839)
                        │   │
                        │   ├── Baron Albert de Dietrich (1831-)
                        │   │   x Sophie von und zu der Tann-Rathsamhausen (1832-1890)
                        │   │
                        │   x 1840 Adélaïde von Stein
                        │   │
                        │   └── 
Eugène-Dominique de Dietrich
 (1844-1918), député au Reichstag
                        │       x Cécile Vaucher
                        │       │
                        │       └── 
Dominique de Dietrich
 (1892-1963), maître de forges
                        │           x Inès-Agnès de Pourtalès
                        │           │
                        │           └── 
Gilbert de Dietrich
 (1928-2006), PDG de la société De Dietrich de 
1968
 à 
1996

                        │               x Suzanne Syz (29 août 1925 - 15 février 1975)
                        │               │
                        │               └── Baron Marc-Antoine de Dietrich (1962), actuel président du conseil de surveillance de la société De Dietrich
                        │                   x Catherine Probst
                        │
                        └── 
Jean-Sigismond de Dietrich
 (1803-1868), maître de forges
                            x Virginie Mathis (1810-1867)
                            │
                            └── Amélie de Dietrich (1841-1874)
                                x Baron Édouard de Turkheim
```

## Galerie

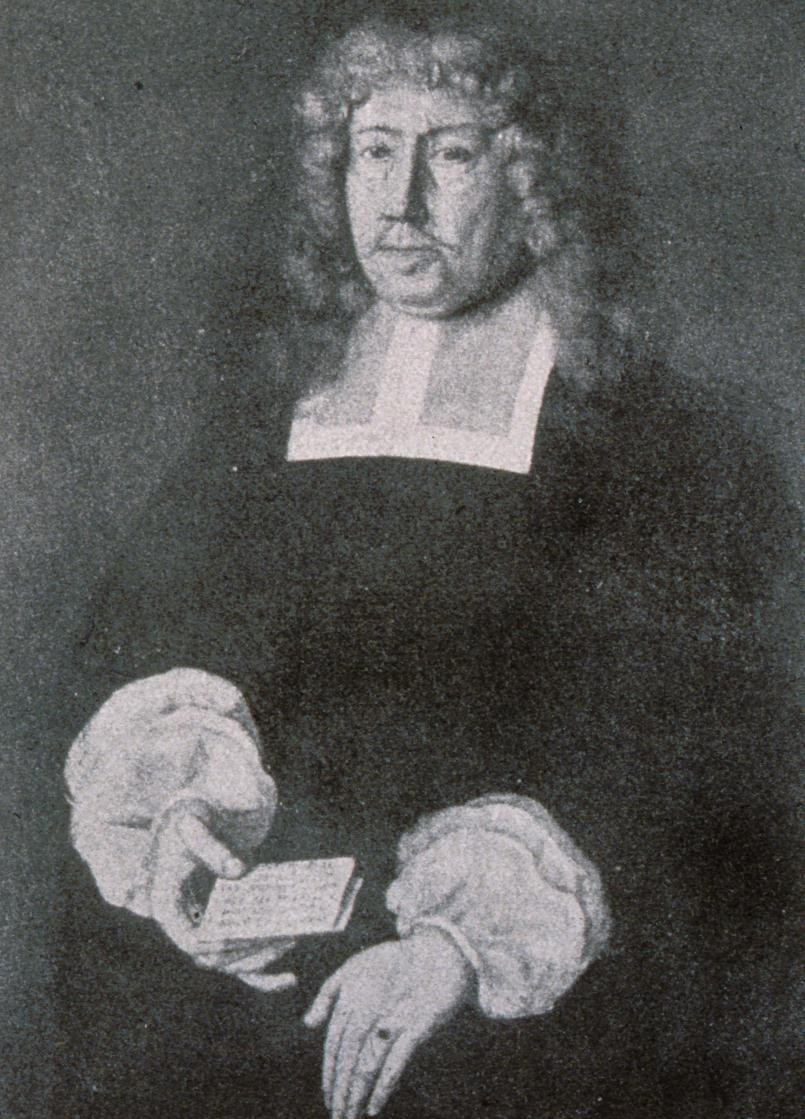
Dominique de Dietrich
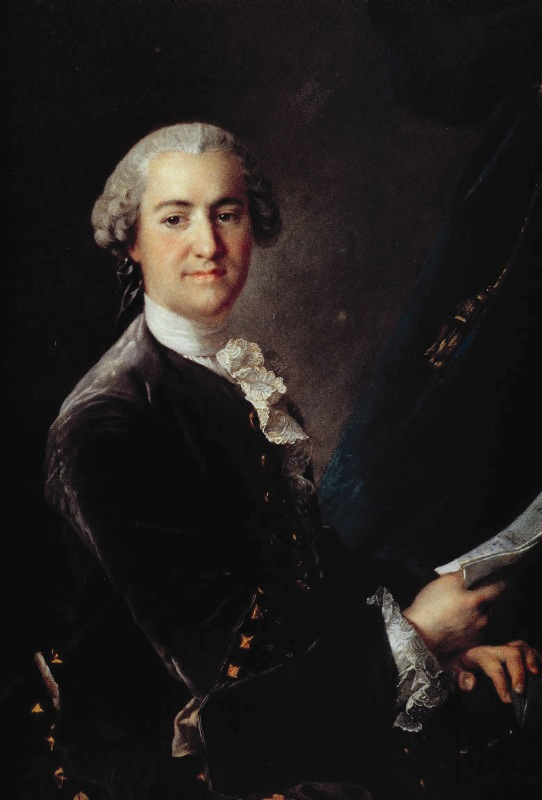
Jean de Dietrich (1719-1795)
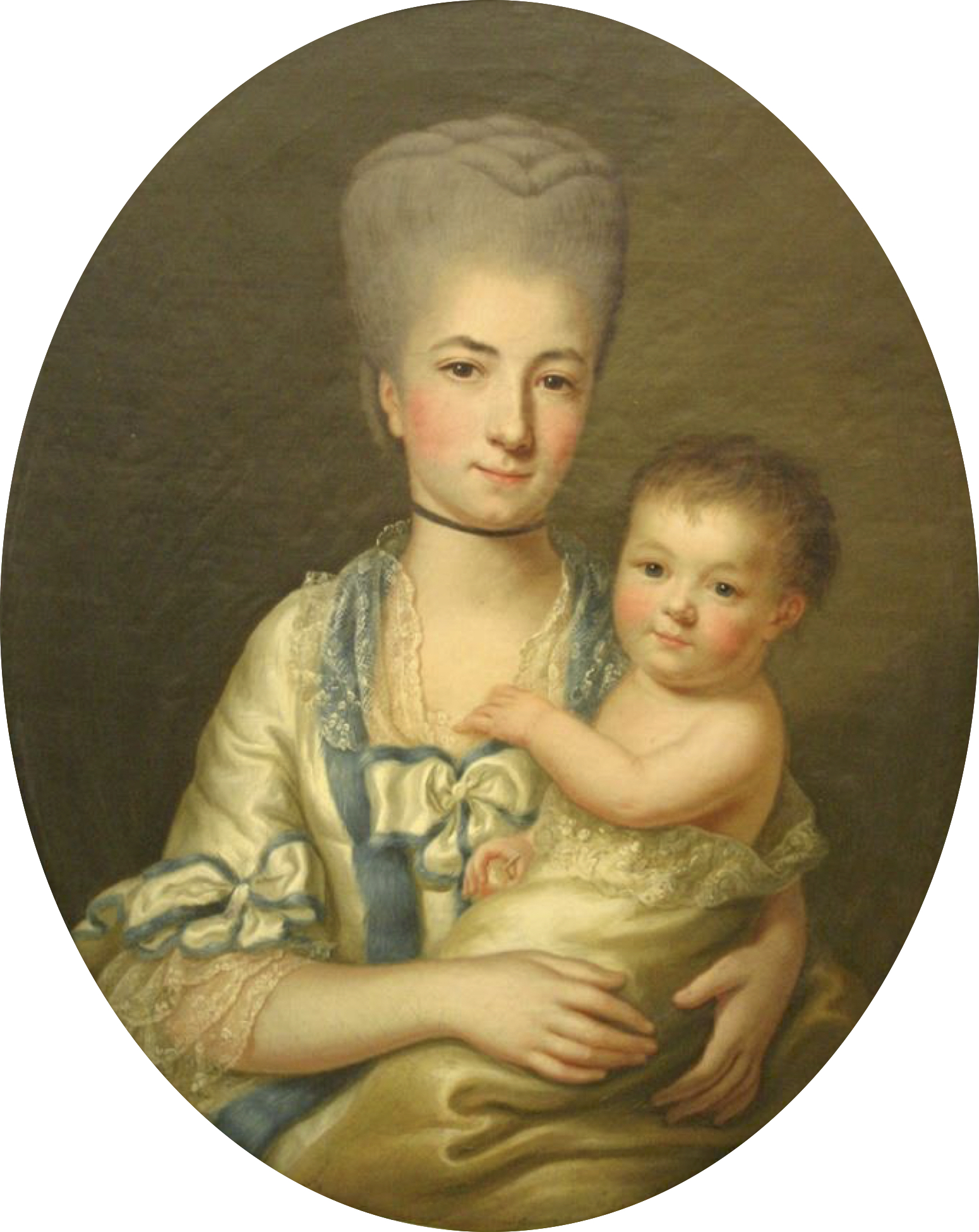
Sybille de Dietrich
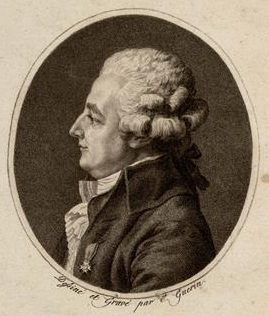
Philippe-Frédéric de Dietrich (1748-1793)
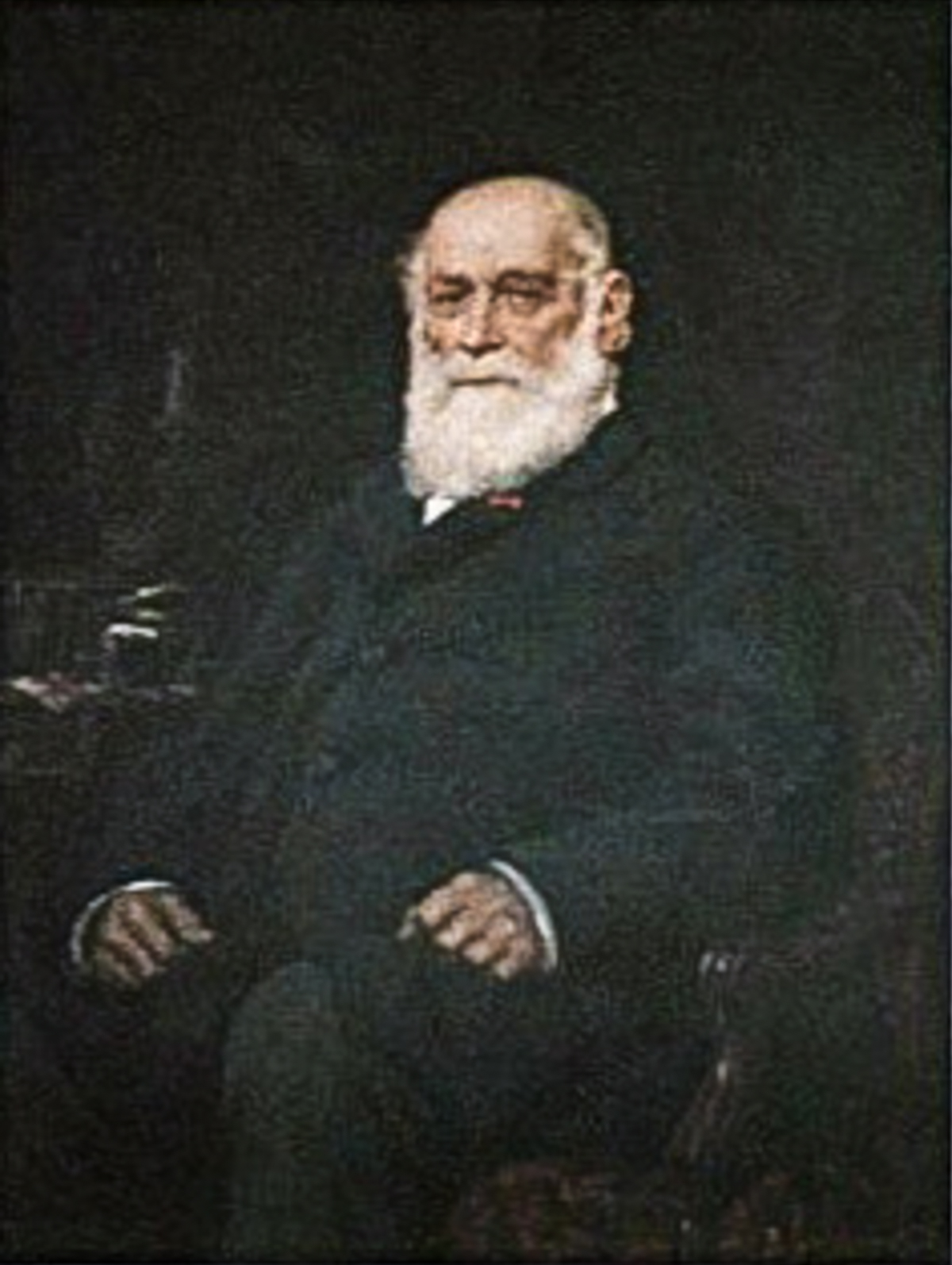
Albert de Dietrich (1802-1888)

## Sources
- De Dietrich depuis 325 ans : 1684-2009, Association De Dietrich, Reichshoffen, 2009, 200 p.  (ISBN 978-2-9525943-3-2)
- Michel Hau, La Maison De Dietrich de 1685 à nos jours, Association De Dietrich, 2005, 215 p.  (ISBN 2-9525943-0-9).
- Laure Hennequin-Lecomte, Le patriciat strasbourgeois (1789-1830) : destins croisés et voix intimes, Presses universitaires de Strasbourg, Strasbourg, 2011, 397 p.  (ISBN 978-2-86820-474-5) (texte remanié d'une thèse d'Histoire)
- Jean-Pierre Kintz (dir.), De Dietrich : le tricentenaire, Éd. de la Nuée bleue, Strasbourg, 1986, 207 p. (numéro spécial de la revue Saisons d'Alsace)
- Mélanie Riffel, Relations sociales, culture et patrimoine de la famille De Dietrich à Strasbourg au siècle des Lumières, 1681-1789, Université Strasbourg 2, 1997 (mémoire d'Histoire)
- Thierry Sarmant (et al.), Guerre, pouvoir et finance dans l'Alsace du Roi-soleil : la famille Dietrich de 1681 à 1715, Service historique de l'armée de terre, Vincennes, 2000, 108 p.  (ISBN 2-86323-128-6)